# Chignecto Bay
Chignecto Bay är en vik i Kanada.   Den ligger mellan provinserna New Brunswick och Nova Scotia, i den östra delen av landet, 900 km öster om huvudstaden Ottawa.
Runt Chignecto Bay är det mycket glesbefolkat, med 2 invånare per kvadratkilometer.